# Rhododendron spinuliferum
Rhododendron spinuliferum là một loài thực vật thuộc chi Đỗ quyên (Rhododendron) họ Thạch nam, là loài bản địa Vân Nam, tây nam Tứ Xuyên và Quý Châu, Trung Quốc.

## Phân loài
Nhà thực vật Pháp Adrien René Franchet đã miêu tả Rhododendron spinuliferum năm 1895. Có hai phân loài được công nhận. Trong chi Rhododendron, loài này thuộc phân chi Rhododendron và section Rhododendron. Phân tích DNA cho thấy nó có mối quan hệ gần nhất với R. triflorum, cả hai loài đều có R. keiskei là loài có mối quan hệ gần nhất tiếp theo. Tuy nhiên, section dường như đa nguồn gốc, với các nhánh loài ban đầu của section Vireya.

## Mô tả

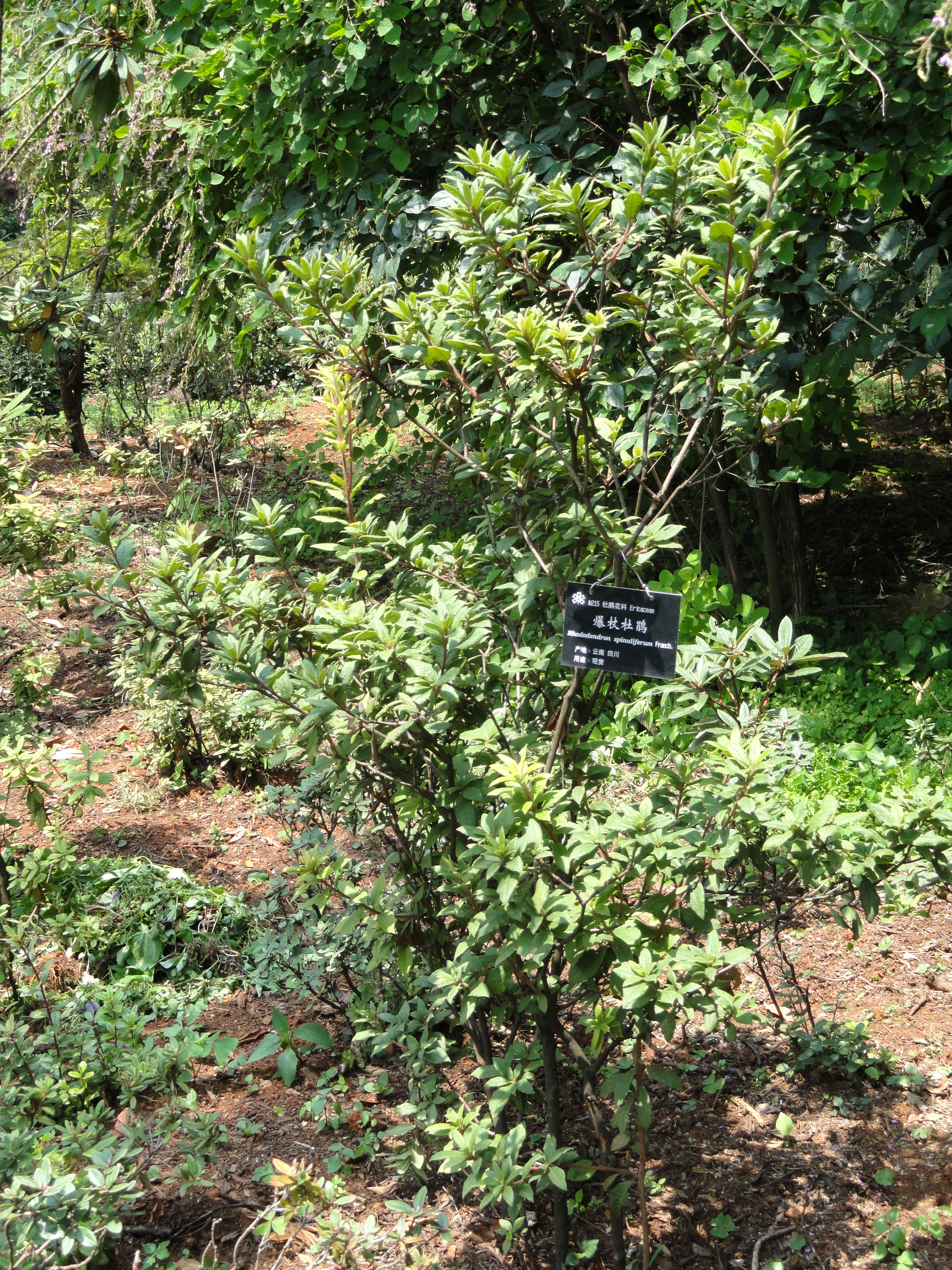
Vườn thực vật Côn Minh

Rhododendron spinuliferum cao từ 50 cm đến 1 m (1,5-3 foot), đôi khi cao đến 3,5 m (12 foot). Nó có lá hình ô van mỏng hoặc lá mác dài 3 đến 10,5 cm (1,2–4 in) và rộng 1,8 đến 3,8 cm (0,7–1,5 inch) với cuống hình nêm và đầu nhọn. Hoa có hình ống nở từ tháng 2 đến tháng 6.

## Phân bố và môi trường sống
Phạm vi phân bố ở tây nam Tứ Xuyên, đông bắc và miền tây Vân Nam ở độ cao từ 1900 đến 2500 m (6.000-8.000 foot), trong rừng cây lá kim với Keteleeria, hoặc rừng hỗn hợp cây lá kim và rừng rụng lá với cây sồi (Quercus), ở các khu vực có bóng râm và bụi cây.

## Trồng và sử dụng
Rhododendron spinuliferum trồng thích hợp nhất ở đất chua có độ pH 4–6 chỗ có bóng râm với đất có chất hữu cơ đáng kể, mặc dù bóng râm thái quá sẽ dẫn đến ít hoa và cây dài ra. Dễ dàng nhân giống bằng hạt hoặc cành, nó nở hoa trong 4-5 năm từ khi gieo hạt. 
Các giống lai từ loài này gồm có R. 'Crossbill' (spinuliferum x lutescens). R. 'Seta', A. M. (spinuliferum x moupinense) and R. 'Spinulosum' (spinuliferum x racemosum).
Rhododendron spinuliferum đã được sử dụng trong Trung Y truyền thống của Trung Quốc để loại bỏ đờm và điều trị bệnh hen suyễn.